# Hukommelseskort
Hukommelseskort er et digitalt permanent lagermedie, som bliver anvendt i blandt andet nogle mobiltelefoner, digitalkameraer, mp3-afspillere og mange andre apparater.
Hukommelseskort kan læses fra og skrives til i en computer, via en passende hukommelseskortadapter.
Lagerkapaciteten på kortene angive som regel i megabyte (MB) eller gigabyte (GB). 
Flere typer af kort er på markedet. Langt de fleste hukommelseskort anvender teknologien flash-lager og en mindre mængde benytter små harddiske eller EEPROM.

## Korttyper
Engelske betegnelser anvendes som standard i Danmark.
| Navn                          | Akronym     | L x B x H mm      | DRM       |
| ----------------------------- | ----------- | ----------------- | --------- |
| PC-kort                       | PCMCIA      | 85,6 × 54 × 3,3   | Nej       |
| CompactFlash I                | CF-I        | 43 × 36 × 3,3     | Nej       |
| CompactFlash II               | CF-II       | 43 × 36 × 5,5     | Nej       |
| CompactFlash Ultimate         | CF-Ultimate | 43 × 36 × 5,5     | Nej       |
| SmartMedia Card               | SMC         | 45 × 37 × 0,76    | Nej       |
| Memory Stick                  | MS          | 50,0 × 21.5 × 2,8 | MagicGate |
| Memory Stick Duo              | MS Duo      | 31,0 × 20,0 × 1,6 | MagicGate |
| Memory Stick Micro M2         | ?           | 15,0 × 12,5 × 1,2 | MagicGate |
| Multi Media Card              | MMC         | 32 × 24 × 1,5     | Nej       |
| Reduced Size Multi Media Card | RS-MMC      | 16 × 24 × 1,5     | Nej       |
| MMCmicro Card                 | MMCmicro    | 12 × 14 × 1,1     | Nej       |
| Secure Digital Card           | SD          | 32 × 24 × 2,1     | CPRM      |
| miniSD                        | miniSD      | 21,5 × 20 × 1,4   | CPRM      |
| microSD                       | µSD         | 11 × 15 × 1       | CPRM      |
| xD-Picture Card               | xD          | 20 × 25 × 1,7     | Nej       |